# いつの日か (矢沢永吉の曲)
「いつの日か」（いつのひか）は、1994年5月25日に発売された矢沢永吉の37枚目のシングル。

## 概要
表題曲は、自身主演のドラマ『アリよさらば』のエンディングテーマに起用された。同ドラマの主題歌である前作「アリよさらば」から約1か月後にリリースされた。

## 収録曲
全作曲：矢沢永吉
1. いつの日か
  - 作詞：秋元康
2. センチメンタル・コースト
  - 作詞：ちあき哲也